# Résolution 967 du Conseil de sécurité des Nations unies
Membres permanents
- Chine
- États-Unis
- France
- Royaume-Uni
- Russie

Membres non permanents
- Argentine
- Brésil
- Djibouti
- Espagne
- Nigéria
- Nouvelle-Zélande
- Oman
- Pakistan
- République tchèque
- Rwanda

Résolution no 966 Résolution no 968
La résolution 967 du Conseil de sécurité des Nations unies a été adoptée à l'unanimité le 14 décembre 1994. Après avoir rappelé toutes les résolutions sur la situation dans l'ex-Yougoslavie, en particulier la résolution 757 (1992) et reçu des lettres du président du Comité du conseil de sécurité créé par la résolution 727 (1992) et le Fonds des Nations unies pour l'enfance (UNICEF) qui ont constaté une résurgence de la diphtérie et que les seuls stocks disponibles d'antisérum pour lutter contre cette maladie se trouvaient en république fédérale de Yougoslavie (Serbie-et-Monténégro), le Conseil de sécurité, agissant en vertu du chapitre VII de la Charte des Nations unies, a autorisé l'exportation de 12 000 flacons de sérum antidiphtérique en provenance du pays pour une durée de 30 jours.
L'exportation nécessitait une exemption des sanctions internationales imposées à la république fédérale de Yougoslavie, et le Conseil a décidé que tout paiement pour les expéditions autorisées ne devait être effectué que sur des comptes gelés.

## Voir également
- Guerre de Bosnie-Herzégovine
- Dislocation de la Yougoslavie
- Guerre de Croatie
- Guerres de Yougoslavie